# Teoria del conflicte realista
La teoria de conflicte realista és una teoria dins de la psicologia social que uneix discriminació i estereotip. La teoria fa palès el concepte que els recursos limitats portaran a estar en conflicte entre grups i això és una raó directa per la qual la discriminació i els estereotips es poden desenvolupar dins d'una societat. Fou originalment investigat per Muzafer Sherif i Carolyn Sherif.

## L'Experiment de la Cova dels Lladres
El 1954, Muzafer i Carolyn Sherif estudiaven l'origen de prejudici en grups socials en un estudi clàssic anomenat l'Experiment de la Cova de Lladres. Dirigien la seva recerca a un espai de 220 acres (0.8 quilòmetres) en unes colònies d'estiu que estaven envoltades completament per Parc Estatal de la Cova dels Lladres a Oklahoma.
Durant l'estudi, Sherif es feia passar per un conserge del camp. L'equip d'estudi cobria un grup de 22 nois de dotze anys amb fons similars. Eren recollits per dos autobusos que es transportaven 11 nois cadascun. Cap grup no sabia de l'existència de l'altre. Els nois foren assignats a dues àrees d'estada, que estaven prou lluny perquè cada part romangués ignorant de la presència de l'altra durant els primers dies. Els Sherif havien interromput amistats preexistents en la mesura dels possible, de manera que la identificació de cada noi amb el seu grup nou pogués passar més ràpid. Quan se li demanà que triés noms per als seus grups, un escollí "Les serps de cascavell", l'altre "Les Àguiles." En dos o tres dies, els dos grups espontàniament desenvoluparen jerarquies socials internes.
L'experiment es dividia en tres fases.
1. Formació a dins del grup, com la que s'ha descrit més amunt
2. Una Fase de Fricció, que incloïa primer contacte entre grups, competicions d'esports, etc.
3. Una Fase d'Integració (reducció de la fricció).

Cap dels nois no estava familiaritzat prèviament abans de l'experiment, però l'hostilitat entre els grups s'observà en els primers dies de contacte. Les activitats de la Fase Dos continuaren com estava planejat, però aviat es demostraren massa reeixides. L'hostilitat entre els grups s'intensificà fins al punt que l'equip d'estudi acabà les activitats que produeixen fricció en un punt que no les podia continuar de manera segura. S'acabà la Fase dos i començà la Fase tres.
Per disminuir fricció i promoure unió entre els "Serps de cascavell" i els "Àguiles", Sherif ideava i introduïa tasques que exigien cooperació entre els dos grups. Un es refereix a aquestes tasques en l'estudi com a objectius superordenats. Un objectiu superordenat és un desig, desafiament o risc que les dues parts en conflicte necessiten que es decideixi, i que cap part no pot resoldre de manera única. Els desafiaments establerts pels Sherif incloïen un problema d'escassetat d'aigua, una "avaria" en un camió que necessitava prou "gent" per poder-lo retirar del camp i trobar d'una pel·lícula per veure. Aquestes i altres col·laboracions necessàries provocaren que el comportament hostil s'apaivagues. Els grups es van unir fins al punt que, al final de l'experiment, els nois insistien unànimament que tots ells tornarien a casa en el mateix autobús.
L'experiment de la Cova dels Lladres és un dels estudis més citats de psicologia social que tracten de la diferenciació, i mostra com de fàcilment poden formar-se grups oposats a dins i hostilitats de grup. Alhora, és un dels millors exemples de resolució de conflicte ocasionada per necessitats superordenada de descobriment que superen conflictes intergrup.